# O Olhar da Serpente
O Olhar da Serpente é uma telenovela portuguesa, produzida e exibida pela SIC no horário nobre da emissora, entre 28 de setembro de 2002 e 25 de abril de 2003, totalizando 150 episódios. Foi escrita por Francisco Nicholson, com base num trabalho de Felícia Cabrita, e com colaboração de Lúcia Feitosa, Vera Sacramento e Sara Rodrigues. A história centra-se na personagem de Maria dos Prazeres, intepretada pela actriz Helena Laureano, e baseada em factos reais. A telenovela conta igualmente com a presença de Virgílio Castelo, Cristiana Oliveira, Marco Delgado e Vítor Norte noutros papéis principais.

## Produção
A telenovela foi produzida por Francisco Nicholson, que além de actor também se destacou como guionista de um grande número de programas para a televisão, como a primeira telenovela portuguesa, Vila Faia. O guião da telenovela O Olhar da Serpente teve a sua origem num trabalho de investigação da jornalista Felícia Cabrita, baseado no caso de corrupção conhecido como São Bento Gate, que teve grande impacto em Portugal na década de 1980. De acordo com Francisco Nicholson, a personagem principal, Maria dos Prazeres, foi inspirada na figura real de Maria da Graça, tendo sido desenvolvida de forma a ser «uma mulher com que nos podemos cruzar num aeroporto, numa casa de chá, numa loja, e que nos pode dar referência de alguém em que nos iremos rever, ou rever alguém que conhecemos». Na telenovela também são abordados vários problemas e situações reais, como a toxidependência e a violência doméstica, no sentido de «abrir caminho e pôr as pessoas a falarem das coisas que ainda não estão muito à vontade para falar mas que entram aí pelos olhos dentro de todos». Esta não foi a primeira vez em que abordou o assunto das drogas, uma vez que a personagem Nando, interpretada por António Feio na telenovela Origens, era um toxicodependente, situação que provocou polémica, uma vez que «falar-se da dependência da droga era então um tabu». Outros temas tratados em O Olhar da Serpente incluem o conflito entre os pobres e os ricos, os jogos de poder, a cobiça e o encontro entre famílias, com «um pai à procura de um filho».
O enredo da telenovela foi escrito com a colaboração de Lúcia Feitosa, Vera sacramento e Sara Rodrigues, e da escritora Sara Rodi, na função de ghostwriter A realização ficou a cargo de Álvaro Fugulin e Nuno Vieira, e a telenovela foi produzida pela SIC e pela NBP.  Foi transmitida entre 2002 e 2003, no canal SIC. É considerada como um exemplo da forma como a cadeia de televisão estava a apostar nas produções nacionais nesse período, que incluiu igualmente as telenovelas Ganância, em 2001 e Fúria de Viver, em 2002, experiência que porém teve pouco sucesso de audiências. Contou com a participação de alguns grandes nomes da televisão nacional, como Rita Alagão, Carla Pires, José Fidalgo e António Rama.
A campanha publicitária à novela, lançada em Agosto de 2002 pela SIC, gerou considerável polémica devido ao seu formato. O anúncio foi concebido de forma a ser muito semelhante aos avisos que a Polícia Judiciária emitia na televisão, e alegava que Maria dos Prazeres Costa Moreira era procurada pelos crimes de burla agravada e considerada muito perigosa, apresentando uma fotografia da pessoa em causa, que na realidade era da actriz Helena Laureano, que interpreta a personagem. Indicava também um número de telefone para o qual os telespectadores poderiam ligar para comunicar informações sobre a suposta criminosa. A empresa lançou também um anúncio semelhante nas páginas de classificados do jornal Correio da Manhã. Devido ao formato utilizado, muitos espectadores acreditaram que os anúncios eram reais e telefonaram para o número indicado, que na realidade pertencia à SIC, e para a Polícia Judiciária, que devido à natureza das denúncias chegou a investigar o caso. A situação foi criticada pelo advogado Domingos Cruz, que considerou que os anúncios deveriam ser melhor identificados como tal, «para não incorrerem num engano do consumidor».
Parte da telenovela foi filmada em Paris, junto da comunidade portuguesa, tendo sido apontada como um exemplo das tendências que as empresas de comunicação social estavam a seguir na altura, no sentido de dar uma maior visibilidade às populações portuguesas no estrangeiro.

## Sinopse
O enredo da telenovela centra-se na personagem de Maria dos Prazeres que é considerada como uma mulher fatal, de personalidade complexa, dividida entre o bem e o mal, não hesitando em praticar acções altruístas ou egoístas. A personagem é capaz de exercer uma forte influência nas outras pessoas através da sua sensualidade, poder que é conhecido como Olhar da Serpente. Maria dos Prazeres utiliza as suas faculdades para seduzir e controlar homens abastados, de forma a roubar-lhes todas as suas posses, criado um ambiente de inveja e de destruição. Porém, aqui surge uma faceta mais altruísta da sua personalidade, uma vez que a maior parte do produto dos seus roubos é entregue a pessoas carenciadas. A telenovela acompanha a história desta personagem, desde o seu nascimento modesto até à sua ascensão a uma elevada categoria social, terminando com a sua queda.
Maria dos Prazeres nasce numa aldeia de pescadores, onde desde nova descobre os seus poderes de sedução. Estabelece-se depois em Paris, onde seduz um conceituado político francês. Durante as suas viagens de avião, em classe executiva, estabelece novas ligações, incluindo Pimenta Marques, que a introduz ao Conde Tomé, que exerce como cônsul e é uma das figuras mais abastadas no país, e que se torna numa das suas vítimas. Liga-se igualmente a outras personagens, como Luciano, que está envolvido em várias operações fraudulentas, André e Isaura, Madurães, Adelaide e Zulmira. Porém, a sua principal relação é com o arquitecto Albuquerque, um homem bem sucedido que é conhecido como um playboy. O enredo também envolve dois detectives privados, Rego e Manuel, e uma outra personagem, Paulo, que vem para Portugal para procurar um filho que teve em comum com Maria dos Prazeres.

## Elenco
- Helena Laureano - Maria dos Prazeres Costa Moreira
- Virgílio Castelo - Rui Albuquerque Botelho
- Cristiana Oliveira - Celeste Carvalho Pinto
- Rui Mendes - Conde Tomé Vieira de Vasconcelos
- Marco Delgado - Luciano Costa Moreira
- Vítor Norte - Manuel da Silva Bastos
- Mafalda Drummond - Micas
- Romi Soares - Irene Sampaio Ferreira
- Rosa Castro André - Adelaide Matos Ribeiro
- Cucha Carvalheiro - Amélia Costa Moreira
- Grace Mendes - Luísa Vaz Costa
- Francisco Nicholson (†) - Alberto Oliveira Serôdio
- António Rama (†) - Pedro Almeida de Madurães
- Alice Pires - Alberta Duarte Silva
- Patrícia Tavares - Lili
- Luís Vicente - António Araújo Rêgo
- Linda Silva (†) - Arménia Marques
- Rui Paulo - António Costa Moreira
- Cláudia Cadima - Guilhermina Vasconcelos
- Rita Alagão - Leontina
- Carla Pires - Teresinha Sousa de Jesus
- Sinde Filipe - Laurent Duvallier
- Sofia Nicholson - Sara Marques Serôdio
- Ana Bastos - Cláudia Cabrita Alves
- Paulo Rocha - Demétrio
- Nádia Santos - Ana Lourenço Rego
- José Fidalgo - António Moreira Dias
- Sandra Celas - Rosarinho
- Valéria Carvalho - Mara Fagundes Feitosa
- Joana Bastos - Lina

## Participação especial
- Leonor Seixas - Maria dos Prazeres Costa Moreira (jovem)
- Cristóvão Campos - Paulo Pereira Fonseca (jovem)
- Robin Santos - Luciano Costa Moreira (jovem)
- João Madureira - António Costa Moreira (jovem)
- Sara Salgado - Adelaide (criança)

## Audiência e adaptação a livro
A estreia de O Olhar da Serpente a 28 de Setembro (Sábado) foi vista por 1.711.700 espectadores. Em termos médios esta novela registou uma audiência de 6.6% e 24.6% de share. O último episódio dessa novela foi para o ar no dia 25 de Abril de 2003 às 03h35. Teve 0.5% de audiência média e 26.2% de share.
A telenovela foi considerada uma sucesso moderado, pelo que Sara Rodi e por Felícia Cabrita foram convidadas a adaptar a história para um livro, que também teve êxito.

## Curiosidades
- Devido ao insucesso que teve a novela foi arrastada para horários tardios.[19]
- A telenovela foi em 2007 repetida nas madrugadas da SIC.
- Esta telenovela foi gravada em Vila Chã freguesia de Vila do Conde, Lisboa e Paris.
- Em 2010, esta novela foi repetida, à tarde, no canal RTP África.
- A música do genérico chama-se "Corpo Fatal" e foi interpretada pela boysband D'Arrasar.
- A telenovela tem também um livro com o mesmo nome, editado em 2003.
- A telenovela contou com a participação especial de João Perry, Luís Lucas, Sinde Filipe e Laurent Filipe.